# Kévin Borlée
Kevin Borlée (* 22. Februar 1988 in Woluwe-Saint-Lambert) ist ein ehemaliger belgischer Leichtathlet, der sich auf den 400-Meter-Lauf spezialisiert hat. Er wurde 2010 Europameister. Sein Zwillingsbruder Jonathan, seine ältere Schwester Olivia und sein jüngerer Bruder Dylan sind ebenfalls erfolgreiche Sprinter. Die vier Geschwister werden von ihrem Vater Jacques Borlée trainiert.

## Sportliche Laufbahn
Erste internationale Erfahrungen sammelte Kevin Borlée im Jahr 2005, als er bei den Jugendweltmeisterschaften in Marrakesch im 200-Meter-Lauf mit 21,82 s im Halbfinale ausschied. Im Jahr darauf erreichte er bei den Juniorenweltmeisterschaften in Peking über 400 Meter das Halbfinale, in dem er mit 46,95 s ausschied, während er mit der belgischen 4-mal-400-Meter-Staffel in 3:07,03 min den fünften Platz belegte. Am 31. Mai 2008 lief er in der 4-mal-400-Meter-Staffel gemeinsam mit seinem Bruder Jonathan, Cédric Van Branteghem und Kristof Beyens eine Zeit von 3:02,51 min Damit unterbot das Quartett den 27 Jahre alten Landesrekord um über eine Sekunde, verpasste aber die Qualifikationsnorm für die Olympischen Spiele in Peking um eine Hundertstelsekunde. Kurze Zeit steigerte sich die Staffel, in der Kristof Beyens durch Nils Duerinck ersetzt wurde, auf 3:02,13 min und schaffte damit die Qualifikation. Bei den Spielen belegte die belgische Staffel in der Aufstellung Kevin Borlée, Jonathan Borlée, Cédric Van Branteghem und Arnaud Ghislain den fünften Rang und erzielte mit ihrer Zeit von 2:59,37 min erneut einen Landesrekord. Er startete aber auch im Einzelbewerb über 400 Meter und schied dort mit 44,88 s in der Halbfinalrunde aus und unterbot damit den belgischen Rekord von Van Branteghems um 14 Hundertstelsekunden.
2009 gewann er als Student an der Florida State University den NCAA-Titel in der 4-mal-400-Meter-Staffel und wurde Vierter im 400-Meter-Lauf. Im August erreichte er bei den Weltmeisterschaften in Berlin über 400 Meter das Halbfinale und schied dort mit 45,28 s aus und belegte im Staffelbewerb in 3:01,88 min den vierten Platz. Seine erste internationale Medaille gewann Borlée bei den Hallenweltmeisterschaften 2010 in Doha. Die belgische 4-mal-400-Meter-Staffel belegte in der Aufstellung Cedric van Branteghem, Kevin Borlée, Antoine Gillet und Jonathan Borlée mit nationalem Hallenrekord 3:06,94 min den zweiten Rang hinter den Vereinigten Staaten. Anschließend siegte er bei den Europameisterschaften in Barcelona in 45,08 s über 400 Meter und sicherte sich mit der belgischen 4-mal-400-Meter-Staffel in 3:02,60 min die Bronzemedaille hinter den Teams aus Russland und dem Vereinigten Königreich. Daraufhin wurde er beim Leichtathletik-Continentalcup in Split in 45,01 s Vierter über 400 Meter und wurde im Staffelbewerb in 2:59,84 min Zweiter. 2011 gewann Borlée bei den Halleneuropameisterschaften in Paris in 3:06,57 min eine weitere Bronzemedaille in der Staffel, diesmal hinter Frankreich und Großbritannien. Ende August gewann er dann bei den Weltmeisterschaften in Daegu in 44,90 s die Bronzemedaille hinter Kirani James aus Grenada und dem US-Amerikaner LaShawn Merritt. Zudem belegte er mit der Staffel in 3:00,41 min den vierten Platz. Anschließend wurde er beim Memorial Van Damme in Brüssel in 44,97 s Zweiter. Im Jahr darauf siegte er bei den Europameisterschaften in Helsinki in der Aufstellung Antoine Gillet, Jonathan Borlée, Jente Bouckaert und Kevin Borlée in 3:01,09 min. Anschließend nahm er erneut an den Olympischen Spielen in London teil und erreichte dort das Finale, in dem er sich mit 44,81 s auf dem fünften Platz klassierte. Zudem erreichte er im Staffelbewerb in 3:01,83 min Rang fünf.
2013 belegte er bei den Halleneuropameisterschaften in Göteborg in 3:07,98 min den vierten Platz mit der Staffel und im Sommer schied er bei den Weltmeisterschaften in Moskau mit 45,03 s im Halbfinale über 400 Meter aus, während er mit der Staffel in 3:01,02 min auf Rang vier gelangte. Anschließend gewann er bei den Spielen der Frankophonie in Nizza mit der wallonischen 4-mal-100-Meter-Staffel in 39,58 s die Bronzemedaille hinter den Teams aus Kanada und Frankreich. Bei den IAAF World Relays 2014 auf den Bahamas siegte er in 3:02,97 min im B-Finale und im August schied er bei den Europameisterschaften in Zürich mit 46,15 s im Halbfinale aus und wurde im Staffelbewerb in 3:02,60 min Sechster. 2015 siegte er mit der Staffel mit neuem Europarekord von 3:02,87 min bei den Halleneuropameisterschaften in Prag und wurde anschließend bei den World Relays mit neuem Landesrekord von 2:59,33 min Dritter hinter den USA und den Bahamas. Im August schied er bei den Weltmeisterschaften in Peking über 400 Meter mit 44,74 s im Halbfinale aus und mit der Staffel belegte er in 3:00,24 min den fünften Platz. 2016 wurde er bei den Hallenweltmeisterschaften in Portland mit 3:09,71 min Sechster im Staffelbewerb und Anfang Juli siegte er bei den Europameisterschaften in Amsterdam gemeinsam mit seinen Geschwistern Jonathan und Dylan sowie Julien Watrin in 3:01,10 min und wurde im Einzelbewerb in 45,60 s Vierter. Anschließend schied er bei den Olympischen Spielen in Rio de Janeiro über 400 Meter mit 45,90 s im Vorlauf aus und belegte mit der Staffel mit neuem Landesrekord von 2:58,52 min den vierten Platz.
2017 gewann er bei den Halleneuropameisterschaften in Belgrad in 3:07,80 min die Silbermedaille mit der Staffel hinter Polen und bei den World Relays wurde er in 3:07,14 min Zweiter im B-Finale. Im August erreichte er bei den Weltmeisterschaften in London mit der Staffel das Finale und belegte dort in 3:00,04 min den vierten Platz. Zudem wurde er über 400 Meter mit 46,23 s im Finale Sechster. Im Jahr darauf gewann er bei den Hallenweltmeisterschaften in Birmingham mit neuem Hallenrekord von 3:02,51 min die Bronzemedaille mit der Staffel hinter den Teams aus Polen und den Vereinigten Staaten. Im August gewann er dann bei den Europameisterschaften in Berlin in 45,13 s die Silbermedaille hinter dem Briten Matthew Hudson-Smith und verteidigte im Staffelbewerb mit 2:59,47 min seinen Titel. 2019 siegte er dann auch bei den Halleneuropameisterschaften in Glasgow in 3:06,27 min mit der Staffel. Ende September belegte er bei den Weltmeisterschaften in Doha in 3:14,22 min den sechsten Platz in der Mixed-Staffel und gewann mit der Männerstaffel in 2:58,78 min die Bronzemedaille hinter den Teams aus den USA und Jamaika. 2021 wurde er dann bei den Halleneuropameisterschaften in Toruń in 3:06,96 min Vierter mit der Staffel. Anfang Mai belegte er bei den World Athletics Relays in Chorzów in 3:17,92 min den vierten Platz in der Mixed-Staffel und mit der Männerstaffel erreichte er in 3:10,74 min Rang acht. Anfang August erreichte er bei den Olympischen Sommerspielen in Tokio das Halbfinale über 400 m, konnte dort aber nicht mehr an den Start gehen. Zudem belegte er mit der Männerstaffel mit neuem Landesrekord von 2:57,88 min den vierten Platz und erreichte mit der Mixed-Staffel nach 3:11,51 min Rang fünf.
2022 erreichte er bei den Hallenweltmeisterschaften in Belgrad das Finale mit der Staffel und gewann dort in 3:06,52 min gemeinsam mit Julien Watrin, Alexander Doom und Jonathan Sacoor die Goldmedaille. Im Juni siegte er in 45,12 s beim CITIUS Meeting und anschließend in 46,10 s beim Meeting International d’Athlétisme de la Province de Liège. Im Juli schied er bei den Weltmeisterschaften in Eugene mit 45,26 s im Halbfinale aus und gewann mit der Staffel mit 2:58,72 min im Finale die Bronzemedaille hinter den Teams aus den Vereinigten Staaten und Jamaika. Daraufhin kam er bei den Europameisterschaften in München im Halbfinale über 400 Meter nicht ins Ziel und sicherte sich in 2:59,49 min die Silbermedaille hinter dem Team aus dem Vereinigten Königreich. Im Jahr darauf siegte er bei den Halleneuropameisterschaften in Istanbul in 3:05,83 min gemeinsam mit Dylan Borlée, Alexander Doom und Julien Watrin in der 4-mal-400-Meter-Staffel. 2024 verhalf er der Mixed-Staffel bei den Olympischen Sommerspielen in Paris zum Finaleinzug und wurde mit der Männerstaffel mit neuem Landesrekord von 2:57,75 min im Finale Vierter. Zudem verkündete er damit sein aktives Karriereende.
In den Jahren 2007, von 2012 bis 2014 sowie 2017 und 2018 wurde Borlée belgischer Meister im 400-Meter-Lauf sowie 2009 und 2011 über 200 Meter. Zudem wurde er 2006 und 2019 Hallenmeister über 400 Meter sowie 2007 im 200-Meter-Lauf.

## Persönliche Bestleistungen
- 200 Meter: 20,72 s (+0,8 m/s), 23. Juli 2011 in Brüssel
  - 200 Meter (Halle): 21,18 s, 2. Februar 2013 in Gent
- 300 Meter: 32,22 s, 19. Juli 2017 in Lüttich
  - 300 Meter (Halle): 32,72 s, 10. Februar 2013 in Gent
- 400 Meter: 44,56 s, 16. Juni 2012 in Brüssel
  - 400 Meter (Halle): 46,41 s, 23. Februar 2018 in Gent